# Möding
Möding ist ein Gemeindeteil der Stadt Landau an der Isar im niederbayerischen Landkreis Dingolfing-Landau mit ungefähr 200 Einwohnern. Möding liegt rund zwei Kilometer südöstlich von Landau an der Isar. In unmittelbarer Nähe verlaufen die Bundesstraße 20 und die Staatsstraße 2113.

## Bemerkenswertes
Der zentrale Verein in Möding ist, wie in vielen Dörfern die Freiwillige Feuerwehr Möding mit rund 130 Mitgliedern. Die Freiwillige Feuerwehr Möding benutzt ein Feuerwehrhaus mit Stellplatz für ein Tragkraftspritzenfahrzeug (TSF) und einen Schulungsraum. Träger der Feuerwehr in Bayern sind die Kommunen. In diesem Fall die Stadt Landau a.d.Isar.
Das seit mindestens 1910 bestehende Dachziegelwerk war noch in den 1950er- / 1960er-Jahren größter Arbeitgeber im Landkreis.

## Gedenkstätte
Am 3. April 2012 hielt der BR-Redakteur und Autor Thomas Muggenthaler im Heimatmuseum eine Lesung, die unter dem Titel „Verbrechen Liebe“ Nazi-Verbrechen zum Thema hatte. Er schilderte dabei Schicksale von polnischen Zwangsarbeitern in Bayern, die Liebesbeziehungen zu deutschen Frauen hatten und deshalb von SS-Hinrichtungskommandos ohne Prozess gehängt, also ermordet wurden, während die Frauen ins KZ kamen. Auch in der Nähe von Landau geschah so ein Verbrechen.
Nach der Lesung hatten sich „Die Förderer“ spontan entschlossen, zur Erinnerung an diese Tat eine Gedenkstätte zu errichten. Dazu sollte eine Stele mit einer Bronzeplastik, ein zerrissenes Herz mit Stacheldraht darstellend, am Ort des Verbrechens aufgestellt werden. „Die Förderer“ danken dem früheren Landrat Heinrich Trapp für die Unterstützung, Herrn Josef Paleczek für den Entwurf der Bronzeplastik, die von der Straubinger Gießerei Gugg ausgeführt wurde. Weiters Herrn Hans Störringer, der die Holzstele entworfen und gefertigt hat und Herrn Hubert Aigner für die Bereitstellung des Grundstückes sowie dem Bauhof der Stadt Landau für die nötigen Arbeiten zur Aufstellung der Stele.
Am 24. September 2012 wurde im sogenannten „Polenhölzl“ in der Nähe von Möding im Beisein von Landrat Heinrich Trapp, Alt-Bürgermeister Josef Brunner, dem polnischen Generalkonsul Aleksander Korybut-Woroniecki, dem Autor Thomas Muggenthaler und dem Förderer-Vorsitzenden Ludwig Husty ein Marterl feierlich enthüllt. Es erinnert an den damals 22-jährigen polnischen Zwangsarbeiter Josef Berdzinski, der am 6. August 1941 an dieser Stelle ermordet wurde.